# Samoa Samoa
Samoa Sione Samoa (Leone, 23 de septiembre de 1956) es un jugador samoano-estadounidense de fútbol americano. Nació en Leone (Samoa Americana), y se mudó a los Estados Unidos continentales en noveno grado. Jugó fútbol americano de escuela secundaria en Carson High School en Carson (California), y fue el quarterback del equipo Sur en el California Shrine Game de 1976 jugado en el Rose Bowl. Samoa jugó fútbol americano universitario en Long Beach City College, obteniendo honores All-American de colegio universitario. Luego se transfirió a la Universidad Estatal de Washington, donde fue el mariscal de campo titular de los Cougars durante la temporada de 1980. Después de un sólido desempeño en el juego de estrellas Hula Bowl, Samoa fue seleccionado por los Cincinnati Bengals en la novena ronda del draft de la NFL de 1981 como running back. Se perdió toda la temporada de la NFL de 1981 debido a un desgarro en el tendón de Aquiles y fue liberado antes del comienzo de la temporada de 1982. Más tarde regresó a Samoa Americana.

## Primeros años de vida
Samoa Sione Samoa nació el 23 de septiembre de 1956 en Leone (Samoa Americana), y creció jugando al rugby. Dijo que lanzar piedras le enseñó a lanzar una pelota de fútbol, afirmando: «En Samoa, si quieres un coco, tienes que trepar a un árbol o, si eres perezoso, tomas una piedra y derribas el coco. Yo era perezoso, así que aprendí a derribarlos». Se mudó a los Estados Unidos continentales en noveno grado, vivió con parientes lejanos y asistió a la secundaria en Los Ángeles. Samoa jugó fútbol americano de escuela secundaria en Carson High School en Carson (California), como quarterback. Samoa había recibido interés del fútbol americano universitario por parte de USC y UCLA. Sin embargo, se rompió un hueso en su pierna a finales de su último año de 1975, lo que afectó sus perspectivas de fútbol americano universitario. Lanzó para 973 yardas y 11 touchdowns durante la temporada de 1975. Samoa también jugó voleibol en la escuela secundaria y la UCLA le ofreció una beca para practicar el deporte en la universidad. Samoa fue el mariscal de campo del equipo del Sur en el California Shrine Game de 1976 jugado en el Rose Bowl.

## Trayectoria

### Trayectoria universitaria
Samoa firmó originalmente para jugar fútbol americano universitario en Northern Arizona, pero se cambió a Long Beach City College, indicando que quería transferirse de Long Beach City a una escuela de la Pacific-8 Conference. Como estudiante de primer año en 1976, Samoa dividió el tiempo con el estudiante de segundo año Greg Hopkins, completando 47 de 123 pases (38.2%) para 852 yardas y ocho touchdowns. Samoa obtuvo una mención honorífica All-Metropolitan Conference y también fue nombrado el estudiante de primer año más prometedor del equipo. Llevó a Long Beach City a un récord de 8-3 como estudiante de segundo año en 1977, obteniendo el MVP del equipo, el premio All-American de la universidad júnior y el reconocimiento del segundo equipo de la Conferencia Metropolitana. Samoa era ambidiestro, normalmente lanzaba con la mano izquierda, pero también completó un pase con la mano derecha mientras estaba en Long Beach City.  Después de su carrera universitaria, Samoa recibió el mayor interés de Pittsburgh, Missouri, Kentucky, Washington State y Washington.
Samoa decidió aceptar una oferta de la Universidad Estatal de Washington, donde jugó para los Washington State Cougars de la Pacific-10 Conference. Se retiró de la temporada de 1978 y fue un jugador destacado durante dos años, de 1979 a 1980. Fue quarterback opcional en Washington State. Samoa eligió usar la camiseta número 11 debido a que es un número doble, como su nombre doble de Samoa Samoa. Sus compañeros de equipo lo apodaron Repeat («Repetir»). Samoa jugó en cuatro partidos como suplente del quarterback sénior Steve Grant en 1979, completando ocho de 17 pases (47.1%) para 105 yardas. Samoa asumió como titular en su último año en 1980, completando 105 de 200 pases (52.5%) para 1,668 yardas, nueve touchdowns y 11 intercepciones mientras también corría para 453 yardas y 11 touchdowns. Fue capitán del equipo durante su último año y fue nombrado jugador ofensivo del año del equipo. Los Cougars terminaron la temporada de 1980 con un récord de 4-7. Las 11 intercepciones de Samoa fueron la mayor cantidad en la Pacific-10 Conference ese año. Fue compañero de equipo de sus primos samoanos estadounidenses Jack Thompson, Tali Ena y Dave Pritchard mientras estaba en Washington State. Samoa se especializó en educación primaria en la universidad y afirmó: «En este momento, mi mayor problema sigue siendo el idioma. Pero lo estoy superando. Me esfuerzo mucho».
Al finalizar su carrera universitaria, Samoa fue invitado a jugar en el juego de estrellas del Hula Bowl como parte del equipo Oeste después de que el mariscal de campo de los California Golden Bears, Rich Campbell, sufriera una lesión al final de la temporada. Samoa compartió tiempo con el mariscal de campo de los Missouri Tigers, Phil Bradley, durante el partido, completando tres pases para 34 yardas, además de correr para 45 yardas y dos touchdowns. El Oeste venció al Este 24-17 y Samoa ganó el premio al mejor jugador ofensivo del Hula Bowl.

### Trayectoria profesional
El dueño de los Cincinnati Bengals, Paul Brown, y el asistente del gerente general Mike Brown tomaron nota de Samoa después de su actuación en el Hula Bowl. El primo tercero de Samoa, y también quarterback de Samoa Americana, Jack Thompson, también había «elogiado» a Paul y Mike sobre Samoa. Samoa fue seleccionado por los Bengals en la novena ronda, con la selección general número 230, del draft de la NFL de 1981. Los Bengals lo proyectaron como un running back que podía atrapar pases desde el backfield. Samoa se unió a su primo Thompson en los Bengals en 1981. Antes del draft, Samoa le había dicho a Thompson: «Si no me seleccionan, me voy a casa (a Samoa Americana)». El 22 de agosto, en el tercer juego de pretemporada contra los Chicago Bears, Samoa sufrió una ruptura del tendón de Aquiles. Fue colocado en la reserva de lesionados de final de temporada el 25 de agosto de 1981. Durante la pretemporada de 1982, Samoa intentó entrar al equipo como fullback suplente. Medía 1,88 m y pesaba 93 kg durante su tiempo con los Bengals. Fue liberado el 30 de agosto de 1982, antes del inicio de la temporada regular de 1982.

## Vida personal
Tras su carrera en la NFL, Samoa pasó un tiempo entrenando fútbol americano de secundaria en el sur de California. Después regresó a Samoa Americana y comenzó una larga carrera como administrador escolar, profesor y entrenador de fútbol americano de secundaria. Fue incluido en el Salón de la Fama del Atletismo del Long Beach City College en 2007. Poco antes de la pandemia de COVID-19, Samoa y su esposa fueron a Seattle a visitar a sus hijos. Sin embargo, debido a la pandemia, Samoa no pudo regresar a Samoa Americana. Decidió quedarse en Seattle de forma permanente.